# Хаулин Вулф
Howlin' Wolf (Воющий Волк; настоящее имя Честер Артур Бёрнетт, англ. Chester Arthur Burnett; 10 июня 1910 года, Уайт Стэйшн, Уэст Пойнт, Миссисипи — 10 января 1976 года, Хайнес, Иллинойс) — американский блюзмен, гитарист, харпер, автор песен.
Наряду с Мадди Уотерсом считается одним из основоположников чикагской школы блюза.
О его влиянии на своё творчество заявляли The Rolling Stones, The Yardbirds, The Animals, The Doors, Джими Хендрикс, Led Zeppelin, Дженис Джоплин и многие другие.
В списке величайших исполнителей, составленном музыкальным журналом «Rolling Stone», Howlin' Wolf находится на 54 месте.

## Происхождение
Хаулин Вулф родился 10 июня 1910 года в Уайт-стэйшн, штат Миссисипи. Был назван Честер Артур Бернетт в честь Честера Артура, 21-го президента США. Из-за своего телосложения в молодости имел прозвища Честер Большая Нога и Бык: его рост был 6 футов 3 дюйма (191 см) и вес около 275 фунтов (125 кг). Происхождение прозвища Хаулин Вулф (англ. воющий волк) он объяснил так: «Я получил его от деда», — который часто рассказывал ему истории про волков, обитающих в их местности, и грозил ему, что, если он будет плохо себя вести, то его заберут воющие волки.
Согласно документальному фильму «The Howlin' Wolf Story», родители Барнетта разошлись, когда он был ещё молод. Его очень религиозная мать Гертруда выгнала его из дома, когда он был ребёнком, за отказ работать на ферме; затем он переехал к дяде Уиллу Янгу, который относился к нему плохо. Когда ему было 13 лет, он убежал от него, и, как утверждал, прошёл босиком 85 миль (137 км), чтобы встретиться с отцом, у которого он, наконец, обрёл счастливый дом среди большой семьи. На гребне своего успеха он поехал в свой родной город из Чикаго, чтобы увидеться с матерью, и был доведен до слёз тем, как она отвергла его: она отказалась принять от него деньги, сказав, что он их получил, играя «музыку дьявола».

## Музыкальная карьера

### 1930—1940-е
В 1930 году Бернетт встретил Чарли Паттона, самого популярного блюзмена в дельте Миссисипи в то время. Он слушал выступления Паттона в джук-джойнтах с улицы. Как он вспоминал, Паттон играл песни «Pony Blues», «High Water Everywhere», «A Spoonful Blues» и «Banty Rooster Blues». Они познакомились, и вскоре Паттон стал учить его игре на гитаре. Бернетт вспоминал, что: «Первое что я когда-либо играл в моей жизни была… мелодия про… „запряги пони и оседлай мою чёрную кобылу“» («Pony Blues») Также он познакомился с талантами Паттона как шоумена: «Когда он играл на гитаре, он вращал её вперед и назад, перебрасывал её через плечи, между ног, подбрасывал её в воздух». Бернетт также выполнял гитарные трюки, которые он узнал от Паттона в течение всей своей карьеры. Он часто играл с Паттоном в небольших населенных пунктах дельты Миссисипи.
Бернетт также находился под влиянием других популярных исполнителей блюза того времени, таких как Миссисипи Шейхс, Блайнд Лемон Джефферсон, Ма Рейни, Лонни Джонсон, Тампа Ред, Блайнд Блейк и Томми Джонсон.
Свою манеру игры на гармонике он перенял у Санни Бой Уильямсона II, который научил его играть, когда Бернетт переехал в Паркин, штат Арканзас, в 1933 году.
В 1930-х годах Бернетт выступал на юге США как сольный исполнитель и совместно с рядом блюзовых музыкантов, в их числе Флойд Джонс, Джонни Шайнс, Дэвид Эдвардс, Санни Бой Уильямсон II, Роберт Джонсон, Роберт Локвуд Джуниор, Вилли Браун, Сон Хаус и Вилли Джонсон. 9 апреля 1941 года его призвали в армию США, и он находился на нескольких военных базах в разных частях страны. Бернетт был демобилизован 3 ноября 1943 года. Он вернулся к своей семье, которая к тому времени переехала в Арканзас, где занимался сельским хозяйством, а также выступал с Флойдом Джонсом и другими музыкантами. В 1948 году он сформировал группу, которая включала гитаристов Вилли Джонсона и Мэтта Мерфи, Джуниора Паркера на гармонике, пианиста по прозвищу «Destruction» (имя неизвестно) и барабанщика Вилли Стили. Радиостанция KWEM в Мемфисе вещала его живые выступления, также он выступал на радио KFFA (AM).

### 1950-е
В 1951 году Сэм Филлипс записал несколько песен Хаулин Вулфа в своей студии en:Sun Studio. Он быстро стал местной знаменитостью и начал работать с группой в составе гитаристов Вилли Джонсона и Пэта Харе. Его первые синглы были выпущены двумя звукозаписывающими компаниями — Chess Records и RPM Records в 1951 году. Позже Леонард Чесс (основатель Chess Records) подписал с Хаулином Вулфом контракт и тот переехал в Чикаго в 1952 году. Там он собрал новый коллектив. Чикагца Джоди Уильямса он привлек в качестве первого гитариста. В течение года он также переманил из Мемфиса в Чикаго гитариста Хьюберта Самлина, и соло Самлина стало прекрасно дополнять низкий сильный голос Вулфа. Однако в эти годы состав группы Хаулин Вулфа много раз менялся, на записях и в живую помимо прочих выступали Вилли Джонсон, Джоди Уильямс, Ли Купер, Л. Д. МакГи, Отис «Биг Смоки» Смотерс, его брат Литтл Смоки Смотерс, Джимми Роджерс, Фредди Робинсон, Бадди Гай и другие. За исключением нескольких периодов отсутствия в конце 1950-х, Самлин оставался членом группы Вулфа на протяжении всей его карьеры, и этот гитарист чаще всего ассоциируется со звучанием музыки Хаулин Вулфа.
В 1950 году пять песен Хаулин Вулфа попали в национальные R&B-чарты: «Moanin' At Midnight», «How Many More Years», «Who Will Be Next», «Smokestack Lightning» и «I Asked For Water (She Gave Me Gasoline)». В 1959 году вышел его первый альбом «Moanin' In The Moonlight» — компиляция прежних синглов.

### 1960-1970-e
В начале 1960-х Хаулин Вулф записал несколько песен, которые стали его самыми известными: «Wang Dang Doodle», «Back Door Man», «Spoonful», «The Red Rooster (Little Red Rooster)», «I Ain’t Superstitious», «Goin' Down Slow» и «Killing Floor». Многие из его песен были написаны басистом и аранжировщиком Chess Records Вилли Диксоном; позже они появились в репертуаре британских и американских рок-групп, которые ещё более популяризировали их. В 1962 году вышел его второй сборник под названием «Howlin' Wolf».
Хаулин Вулф гастролировал по Европе в 1964 году, участвуя в туре American Folk Blues Festival, организованном немецкими промоутерами Хорстом Липпманом и Фрицем Рау. В 1965 году по настоянию The Rolling Stones он был приглашен на шоу en:Shindig! (за год до этого кавер «Little Red Rooster» в исполнении Rolling Stones занял первое место в чарте Великобритании).
В конце 1960-х и в начале 1970-х годов Хаулин Вулф записал альбомы с другими музыкантами: «The Super Super Blues Band» c Бо Диддли и Мадди Уотерсом, «The Howlin' Wolf Album» с сессионными музыкантами и «Howlin' Wolf London Sessions» с британскими рок-музыкантами Эриком Клептоном, Стивом Уинвудом, Иэном Стюартом, Биллом Уаймэном, Чарли Уоттсом и другими. Его последним альбомом, записанным на Chess Records в 1973 году, стал «The Back Door Wolf».

## Личная жизнь
В отличие от многих других блюзовых музыкантов, Честер Бернетт был финансово успешным на протяжении почти всей карьеры. Помимо музыкальной популярности это, возможно, стало результатом его способности избежать увлечений алкоголем, азартными играми, «свободными женщинами» и т. п., чем были знамениты многие из его коллег.
Он был практически неграмотным до 40 лет. В конце концов, он вернулся в школу, получил среднее образование, а затем изучал бухгалтерский учёт и посещал другие бизнес-курсы, чтобы помочь своей карьере.
Бернетт встретил свою будущую жену Лилли, когда она посетила одно из его выступлений в клубе в Чикаго. Она и её семья были городскими и образованными жителями, и никак не относились к тогда сомнительному для многих миру музыкантов блюза. Тем не менее, как он говорил, она сразу же привлекла его, когда он увидел её в аудитории. Вместе они воспитали двух дочерей Лилли от её предыдущего партнера — Битти и Барбару.
После того, как он женился на Лилли, которая также помогала управлять ему в плане бизнеса, Бернетт стал настолько финансово успешным, что мог предложить участникам группы не только достойную зарплату, но и другие преимущества: например, медицинскую страховку. Это, в свою очередь, позволило ему нанимать одних из лучших музыкантов того времени. По словам его дочерей, он никогда не пытался выделяться: например, водил универсал Pontiac, а не какой-либо роскошный автомобиль.
Здоровье Бернетта стало ухудшаться в конце 1960-х. Он перенес несколько сердечных приступов, а в 1970 получил серьезное повреждение почек в автокатастрофе. Он умер в больнице города Хайнс, штат Иллинойс, 10 января 1976 от осложнений заболевания почек, и был похоронен на кладбище Окридж, недалеко от Чикаго. На его надгробье выгравирована гитара и губная гармоника.

## Награды
В 1980 году Вулф был включен в зал славы блюза. В 1999 песня Вулфа «Smokestack Lightning» вошла в зал славы премии Грэмми. В зале славы рок-н-ролла, куда имя Вулфа было внесено в 1991, входят три его песни:
| Год записи | Название             |
| ---------- | -------------------- |
| 1956       | Smokestack Lightning |
| 1960       | Spoonful             |
| 1962       | The Red Rooster      |

В фильме «Кадиллак Рекордс» (2008) роль Хаулин Вулфа исполнил британский актёр Имонн Уокер.

## Дискография
- 1959 — «Moanin’ in the Moonlight»;
- 1962 — «Howlin' Wolf Sings the Blues»;
- 1962 — «Howlin' Wolf»;
- 1964 — «'Rockin' The Blues — Live In Germany»;
- 1966 — «The Real Folk Blues»;
- 1966 — «Live In Cambridge»;
- 1966 — «The Super Super Blues Band»;
- 1967 — «More Real Folk Blues»;
- 1969 — «The Howlin' Wolf Album»;
- 1971 — «Message to the Young»;
- 1971 — «Going Back Home»;
- 1971 — «The London Howlin' Wolf Sessions»;
- 1972 — «Live and Cookin' (At Alice’s Revisited)»;
- 1973 — «Evil — Live at Joe’s Place»;
- 1973 — «The Back Door Wolf»;
- 1974 — «London Revisited»;
- 1975 — «Change My Way».